# Municipio de Fermanagh
El municipio de Fermanagh (en inglés, Fermanagh Township) es un municipio del condado de Juniata, Pensilvania, Estados Unidos. Tiene una población estimada, a mediados de 2023, de 2852 habitantes.

## Geografía
Está ubicado en las coordenadas 40°37′00″N 77°23′24″O / 40.61667, -77.39000 (40.616565, -77.390023).

## Demografía
Según la estimación 2018-2022 de la Oficina del Censo, los ingresos medios de los hogares son de $49,363 y los ingresos medios de las familias son de $96,384. Alrededor del 8.9% de la población está por debajo de la línea de pobreza.